# Titularbistum Orcistus
Orcistus (ital.: Orcisto) ist ein Titularbistum der römisch-katholischen Kirche.
Es geht zurück auf einen untergegangenen Bischofssitz in der antiken Stadt Orkistos (altgriech.: Ορκιστούς), heute Ortaköy in der türkischen Provinz Eskişehir, die in der Spätantike in der römischen Provinz Galatia secunda lag. Der Bischofssitz war der Kirchenprovinz Pessinus angeschlossen.
| Titularbischöfe von Orcistus |                             |                                                                                      |                   |                   |
| Nr.                          | Name                        | Amt                                                                                  | von               | bis               |
| 1                            | Jean-Marie Mérel MEP        | Apostolischer Präfekt von Kouangtong Apostolischer Vikar von Kanton (Republik China) | 20. April 1901    | 13. Juni 1921     |
| 2                            | Ange-Marie-Joseph Gouin MEP | Apostolischer Vikar von Laos (Französisch-Indochina)                                 | 27. April 1922    | 21. März 1945     |
| 3                            | Armand Coupel               | Koadjutorbischof von Saint-Brieuc-Tréguier (Frankreich)                              | 29. Dezember 1945 | 20. März 1949     |
| 4                            | Charles Hubert Le Blond     | Emeritierter Bischof von Saint Joseph                                                | 24. August 1956   | 30. Dezember 1958 |
| 5                            | Paul Piché OMI              | Apostolischer Vikar von Mackenzie (Kanada)                                           | 5. März 1959      | 13. Juli 1967     |